# Xylopia maccreae
Xylopia maccreae este o specie de plante angiosperme din genul Xylopia, familia Annonaceae. A fost descrisă pentru prima dată de Ferdinand von Mueller, și a primit numele actual de la Lindsay Stewart Smith. Conform Catalogue of Life specia Xylopia maccreae nu are subspecii cunoscute.